# Glosa
Il Glosa è una lingua ausiliaria internazionale creata tra il 1972 e il 1992 da Ronald Clark e Wendy Ashby revisionando un progetto di lingua artificiale precedente, denominato Interglossa, realizzato nel 1943 da Lancelot Hogben.
Il Glosa è una lingua artificiale con una struttura molto semplice del tipo che i linguisti definiscono isolante, cioè priva di flessione. Le parole rimangono sempre nella loro forma originale, qualunque sia la loro funzione all'interno della frase. La stessa parola può avere valore di verbo, nome, aggettivo o preposizione. Le funzioni grammaticali vengono svolte da alcune parole operatrici e dall'ordine delle parole.
Le parole del Glosa hanno radici latine e greche, comuni a tutte le maggiori lingue europee (inglese, francese, tedesco, spagnolo e italiano) o derivate da altre lingue orientali come il cinese, i creoli e i pidgin. Il Glosa è scritto con l'alfabeto latino senza caratteri speciali, segni diacritici o doppie vocali o consonanti. La pronuncia è molto semplice e regolare e ad ogni lettera corrisponde sempre lo stesso suono.

## Estratto di lingua Glosa: Il Padre Nostro
Na Parenta in Urani;
Na Volu; Tu Nima gene revero.
Tu Krati veni;
Tu Tende gene akti
epi Geo homo in Urani Place;
don a na nu-di na di-pane;
e Tu pardo na plu mali akti.
Metro na pardo mu; qui akti mali de na.
E ne dirige na a plu moli ofere;
sed libe na ab mali.
Ka Tu tena u Krati, u Dina
e un Eufamo pan tem.